# Ач, Петер
Петер Ач (венг. Ács Péter; род. 10 мая 1981, Эгер) — венгерский шахматист, гроссмейстер (1998).
В составе национальной сборной участник двух олимпиад (2002—2004).

## Изменения рейтинга
| График не отображается по техническим причинам. Чтобы исправить это, воспроизведите график в новом формате, если это возможно. |